# Adisak Kraisorn
Adisak Kraisorn (en tailandés: อดิศักดิ์ ไกรษร; Buriram, Tailandia, 1 de febrero de 1991) es un futbolista de Tailandia que juega en la posición de delantero centro. Desde el 2024 juega con el Bangkok United de la Liga de Tailandia.

## Carrera

### Club
| Periodo   | Club                 | Apariciones | Goles |
| --------- | -------------------- | ----------- | ----- |
| 2010      | Muangthong United    | 0           | 0     |
| 2010      | → Phuket FC (cedido) | 18          | 6     |
| 2011–2014 | Buriram United       | 42          | 6     |
| 2015      | BEC Tero Sasana      | 33          | 10    |
| 2016–2022 | Muangthong United    | 98          | 31    |
| 2020–2021 | → Port FC (cedido)   | 29          | 11    |
| 2022      | → Port FC (cedido)   | 13          | 1     |
| 2023      | Terengganu FA        | 19          | 3     |
| 2024      | Bangkok United       | 11          | 1     |
| 2024      | Kasetsart            | 16          | 11    |
| 2025–     | Chonburi             | 0           | 0     |

### Selección nacional
Jugó con la selección juvenil en siete ocasiones y anotó cinco goles, ganó el Campeonato sub-19 de la AFF 2009. Con la selección olímpica jugó en siete ocasiones de 2011 a 2014 y anotó cinco goles, además de participar en los Juegos Asiáticos de 2014.
Con la selección mayor debutó en 2013 y en ese mismo año anotó su primer gol con la selección en la victoria por 5-1 ante China. En dicho partido amistoso, celebrado el 13 de junio en Hefei, Kraisorn anotó dos goles. 

## Logros

### Club
- Thai League 1: 2011, 2013, 2014, 2016
- Thai FA Cup: 2011, 2012, 2013
- Thai League Cup: 2011, 2012, 2013, 2016, 2017
- Kor Royal Cup: 2013, 2014
- Thailand Champions Cup: 2017
- Mekong Club Championship: 2017

### Selección nacional
- AFF U-19 Youth Championship: 2009
- Juegos del Sudeste Asiático: 2013
- AFF Championship: 2014, 2020, 2022
- King's Cup: 2016, 2017

### Individual
- Goleador del AFF Championship: 2018